# Ependym
Ependym er en epitelmembran, som danner overfladen i hjernens ventrikelsystem og centralkanalen i rygmarven. Ependymet består af en gliacelletype kaldet ependymceller. I ventriklerne danner modificerede ependymceller sammen med et kapillært netværk det såkaldte plexus choroideus som producerer cerebrospinalvæske.